# William J. Whaling
 William John Whaling  (26 février 1894 - 20 novembre 1989) était un officier du Corps des Marines des États-Unis.

## Biographie

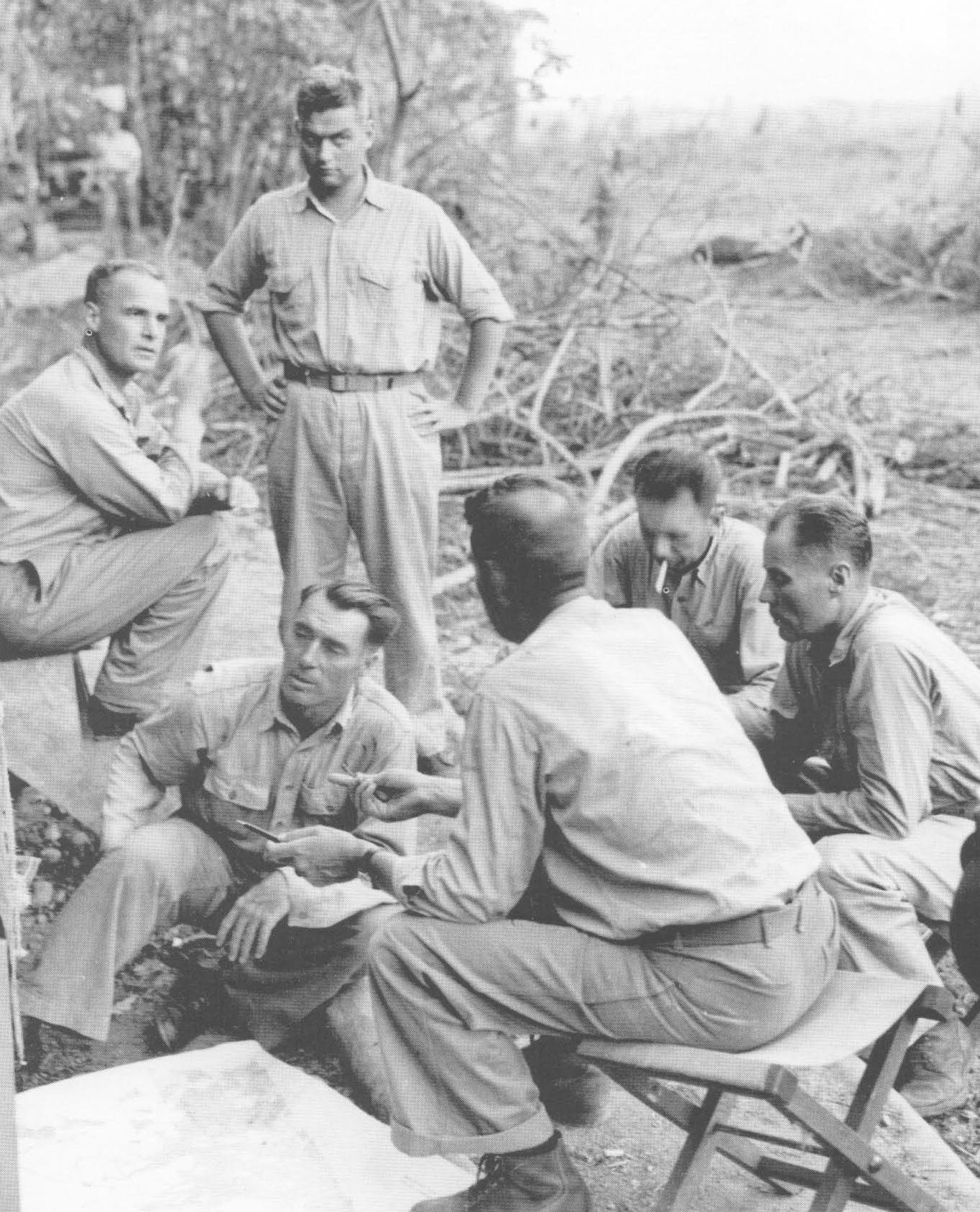
William J. Whaling au centre en septembre 1942 à Guadalcanal.

Whaling est né à Saint Cloud au Minnesota. Il rejoint le Corps des Marines en mai 1917. Il devient sous-officier et participe à la Première Guerre mondiale et est envoyé en France. Il participe à la bataille du bois Belleau, il est blessé par les gaz de combat. Il devient sous-lieutenant en août 1918 et affecté à l'état-major du 6e Regiment de marine. Il participe à la bataille de Saint-Mihiel en septembre 1918.
Durant l'attaque japonaise à Pearl Harbor il est sur place. Il est transféré au 5e Regiment de marine et commande le 2e bataillon. Il est nommé officier d'état-major du 5e régiment de Marines le 28 mars 1942.
En septembre 1942, durant la bataille de Guadalcanal il est affecté comme officier des opérations et des plans de l'état-major de la 1re division des Marines sous le commandement du major-général Alexander Vandegrift. Il commanda un détachement d'éclaireurs et de tireurs d'élite. À Guadalcanal il est blessé par un tir et reste à l'hôpital jusqu'en février 1943. En 1943, il est promu colonel et est décoré de la Légion du mérite. En 1943 il commande le 1er régiment de marine, il succède au colonel Clifton Cates. Il participe à la bataille de Cape Gloucester. Il est relevé par le colonel Lewis Puller le 28 février 1944 et renvoyée aux États-Unis. En 1944 il est affecté au quartier général des Marines à Washington. En 1945, il commande le Marine Corps Base Camp Pendleton en Californie et commande le 2e régiment. Avec la 6e division des Marines il participe à la bataille d'Okinawa avec le général Lemuel C. Shepherd Jr. et commande le 29e régiment de Marines le 15 avril 1945,.
Il commande à la 29e régiment de marine après la reddition du Japon et participe à l'occupation à Tsingtao en Chine pendant la guerre civile chinoise. En avril 1946 il retourne aux Etats-Unis. Il devient chef d'état-major de Marine Corps Base Camp Lejeune en Caroline du Nord et reste jusqu'en 1949. Il est nommé au grade de brigadier général le 1er juillet 1949 et commande la 2e division marine sous le commandement du major-général Thomas Eugene Watson. Il a été transféré à la 1re division des Marines en mai 1951 et sert comme adjoint du major-général Gerald C. Thomas. Il participe à la guerre de Corée jusqu'en juin 1952. Il est nommé commandant général du Marine Corps à San Diego d'avril 1952 au 1er juillet 1954. Il prend sa retraite,.

## Récompenses et distinctions
- Navy Cross
- Silver Star
- Legion of Merit
- Bronze Star